# Жаока (филм)
Жаока (енгл. The Sting) је амерички криминалистичко-хумористички филм из 1973. године, режисера Џорџа Роја Хила са Полом Њуменом, Робертом Редфордом и Робертом Шоом у главним улогама. Радња је смештена током Велике депресије и прати двојицу професионалних варалица (Њумен и Редфорд) који планирају да преваре шефа мафије (Шо).
Биоскопски објављен 25. децембра 1973. године, филм је остварио значајан критички и комерцијални успех. Био је номинован за десет Оскара, а освојио је седам, међу којима су били они за најбољи филм, најбољу режију и најбољи оригинални сценарио. Конгресна библиотека је 2005. одабрала Жаоку за чување у Националном регистру филмова због „културног, историјског или естетског значаја”. Наставак под насловом Жаока 2 премијерно је приказан 1983. године.

## Радња
Године 1932, током Велике депресије, курир задужен за новац носи недељну зараду у седиште – 11.000 долара зарађених у илегалној коцкарници у Џолијету, Илиноис. На његовом путу, три човека варају га тако што замењују његов новац са тоалет папиром. Дојл Лонеган, гангстер који је требало да прими новац, освећује се тако што хвата једног од превараната, Лутера Колмана, и убија га бацајући га кроз прозор. Лонеган такође наређује да се убије Лутеров партнер, Џони Хукер. Хукер бежи у Чикаго како би избегао Лонеганову потеру. У Чикагу упознаје Хенрија Гондорфа, старог Лутеровог пријатеља. Да би осветили Лутерову смрт, они смишљају детаљан план – „велику превару” – да извуку огромну своту од Лонегана, али да то ураде тако да он не би могао да примети да је преварен.
Позирајући као покварени коцкарски шеф из Чикага, Гондорф упада са великим улозима у партију покера са Лонеганом, који је такође познат по варању. Гондорф вара боље и узима 15.000 долара од Лонегана, али овај не може да плати одмах зато што му је нестао новчаник. (Један од Гондорфових људи украо му је новчаник пре партије.) Гондорф шаље Хукера у Лонеганову собу да покупи новац. Хукер, глумећи Гондорфовог незадовољног заменика, предлаже Лонегану план да преваре Гондорфа, али њему је потребан неко ко је „од угледа” да започне опкладу. Лонеган, бесан што га је Гондорф преварио, пристаје и упада у игру.
Гондорф и друштво убрзавају припреме да буду спремни за коначну фазу велике преваре. Прво, скупили су сву банду и изнајмили су празан подрум, и за пар дана претварајући га у коцкарску јазбину. Најављивач у споредној соби преноси коњичке трке као да се дешавају уживо, али он то све чита са траке, тако да су резултати познати већ унапред. Они бирају трку са могућим изненађењима, као што су 3:1 или 4:1 и онда постављају опкладу на неког коња који би евентуално требало да победи; Лонеган чека поред телефона у оближњој продавници. Гондорфова банда је такође изнајмила собу са погледом на продавницу; чим Лонеган изађе и крене према коцкарској јазбини, посматрач зазвони и најави његов долазак. Kао прва проба је била мала опклада само да би показали Лонегану да систем ради; коначни план који су дали Лонегану је да се направи опклада тако висока да би упропастила Гондорфа. Али настаје невоља кад Лонеган тражи да се сретне са Хукеровим измишљеним сарадником. Хукер објашњава Лонегану да је кључ преваре његов пријатељ који ради у Вестерн Јуниону који му саопштава резултате трка путем телефона пре него што се објаве на траци.
Претварајући се да су молери, банда убеђује правог менаџера Вестерн Јуниона да напусти своју канцеларију на сат времена, и онда један од њих преузима менаџерску улогу. Лонеган је потпуно убеђен. У међувремену, Лонеганови људи су пратили Хукера у Чикагу али нису успели да га убију. (Они и Лонеган не знају да је човек коме Лонеган „помаже” да превари Гондорфа исти онај који је помогао Лутеру да преузме куриров новац на самом почетку филма.) Лонеган поверава посао некоме под именом Салино, који је јако вешт атентатор.
Поручник Снајдер, полицајац из Џолијета, пратио је Хукера до великог града зато што је му Хукер подвалио лажни новац кад је Снајдер покушао да га претресе. Снајдер не прави никакав напредак у истрази; Хукер успева да му умакне. Он онда помаже агенту ФБИ-ја, Полку, који такође прогони Гондорфа. Снајдер напокон хвата Хукера и доводи га Полку, који га присиљава да одустане од Гондорфа претећи да ће притворити Лутерову супругу. Хукер, који је био близак Лутеровој породици, пристаје, али ФБИ ће допустити Лонегановој превари да иде својим током пре него што ухапсе Гондорфа. Ноћ пре коначног чина преваре, Хукер се упознаје са Лоретом, новом конобарицом у ресторану у којем често руча и проводи ноћ са њом. Кад се пробудио, она је отишла, а он сумња да га је опљачкала. Облачи се и излази напоље. Наоружана непозната особа прати Хукера. У моменту кад Хукер шета осунчаном алејом и примећује Лорету која му прилази у сусрет са осмехом, наоружани човек појављује се иза њега и убија Лорету са пуцњем у главу. Њој испада пиштољ из руке у тренутку кад падне. Хукер, изненађен, сазнаје од човека да је Лорета Салино професионални плаћени убица и да она није хтела да га убије прошле ноћи зато што је било превише сведока који су га видели кад је ушао у њен стан. На Хукерово питање „Ко си ти?” човек одговара: „Гондорф ми је наредио да се бринем о теби.”
Лонеган, са торбом у којој се налази пола милиона долара, добија упутства за клађење у продавници и одлази до Гондорфове коцкарске јазбине. Службеник тражи Гондорфово одобрење за прихват тако великог улога; након кратког препирања са Лонеганом Гондорф прихвата. Лонеган седи и слуша резултате трке. У друштву је са Kид Твистом, лажним менаџером Вестерн Јуниона, који је слао Лонеганове опкладе. Кад је Лонеган споменуо на ког коња се клади, Kид Твист изненађен, говори му да то није победнички коњ. Сав у паници, Лонеган покушава да поништи опкладу, али сувише касно. Док Лонеган галами, ФБИ упада и хапси Гондорфа. Пошто је ухватио коловођу, Полк говори Хукеру да он може да иде. Хукер гледа у Гондорфа са осећањем кривице и почиње да се удаљава, али Гондорф вади пиштољ и пуца му у леђа. Затим Полк пуца у Гондорфа. Лонеган, стоји и гледа у Хукера који крвари. Поручник Снајдер, чији задатак је да ухапси Лонегана што раније, тера га напоље. Открива се да су пуцњи били лажни, агент Полк је заправо такође преварант по имену Хики. „Мртви” устају и честитају један другом заједно са свим својим сарадницима. Коцкарска јазбина се расклапа; Гондорф објашњава гангстерима где ће покупити свој удео и на крају он и Хукер одлазе заједно.

## Улоге
| Глумац           | Улога                                       |
| ---------------- | ------------------------------------------- |
| Пол Њумен        | Хенри „Шо” Гондорф                          |
| Роберт Редфорд   | Џони „Кели” Хукер                           |
| Роберт Шо        | Дојл Лонеган                                |
| Чарлс Дернинг    | поручник Вилијам Снајдер                    |
| Реј Волстон      | Џ. Џ. Синглтон                              |
| Ајлин Бренан     | Били                                        |
| Харолд Гулд      | Кид Твист, познат и као Лес Хармон          |
| Џон Хефернан     | Еди Најлс                                   |
| Дејна Елкар      | ФБИ агент Полк, познат и као Хики           |
| Џејмс Слојан     | Мотола                                      |
| Лари Д. Мен      | господин Клеменс                            |
| Сали Киркланд    | Кристал                                     |
| Џек Кехо         | Џо Ири                                      |
| Роберт Ерл Џоунс | Лутер Колман (потписан као Робертерл Џоунс) |
| Димитра Арлис    | Лорета Салино                               |
| Џо Тарнаторе     | револвераш у црним рукавицама               |
| Чарлс Диркоп     | Флојд, Лонеганов телохранитељ               |
| Ли Пол           | Лонеганов телохранитељ                      |
| Ленард Бар       | Ленард                                      |
| Џек Колинс       | Дјук Будро                                  |